# Кассаго-Бріанца
Кассаго-Бріанца, Кассаґо-Бріанца (італ. Cassago Brianza) — муніципалітет в Італії, у регіоні Ломбардія,  провінція Лекко.
Кассаго-Бріанца розташоване на відстані близько 500 км на північний захід від Рима, 31 км на північ від Мілана, 16 км на південний захід від Лекко.
Населення — 4477 осіб (2014).
Щорічний фестиваль відбувається 25 серпня. Покровитель — Giacomo.

## Демографія
Населення за роками:

Станом на 1 січня 2023 року в муніципалітеті офіційно проживало 370 іноземців з 37 країн, серед них 23 громадяни країн Євросоюзу та 9 громадян України.

## Сусідні муніципалітети
- Барцано
- Бульчіаго
- Кремелла
- Монтічелло-Бріанца
- Нібйонно
- Ренате
- Ведуджо-кон-Кольцано